# Littoraria zebra
Littoraria zebra is een slakkensoort uit de familie van de Littorinidae. De wetenschappelijke naam van de soort is voor het eerst geldig gepubliceerd in 1825 door Donovan.